# Alex Kwangwari
Alexander Kwangwari (ur. 28 grudnia 1968) − zimbabwejski bokser, olimpijczyk.

## Kariera amatorska
W 1995 zdobył brązowy medal na Igrzyskach Afrykańskich, rywalizując w kategorii lekkośredniej. W 1996 r. reprezentował Zimbabwe na Igrzyskach Olimpijskich w Atlancie, rywalizując w kategorii lekkośredniej. Kwangwari przegrał swoją pierwszą walkę z Hendrikiem Simangunsongiem, odpadając z zawodów w 1/16 finału.